# Clathrine

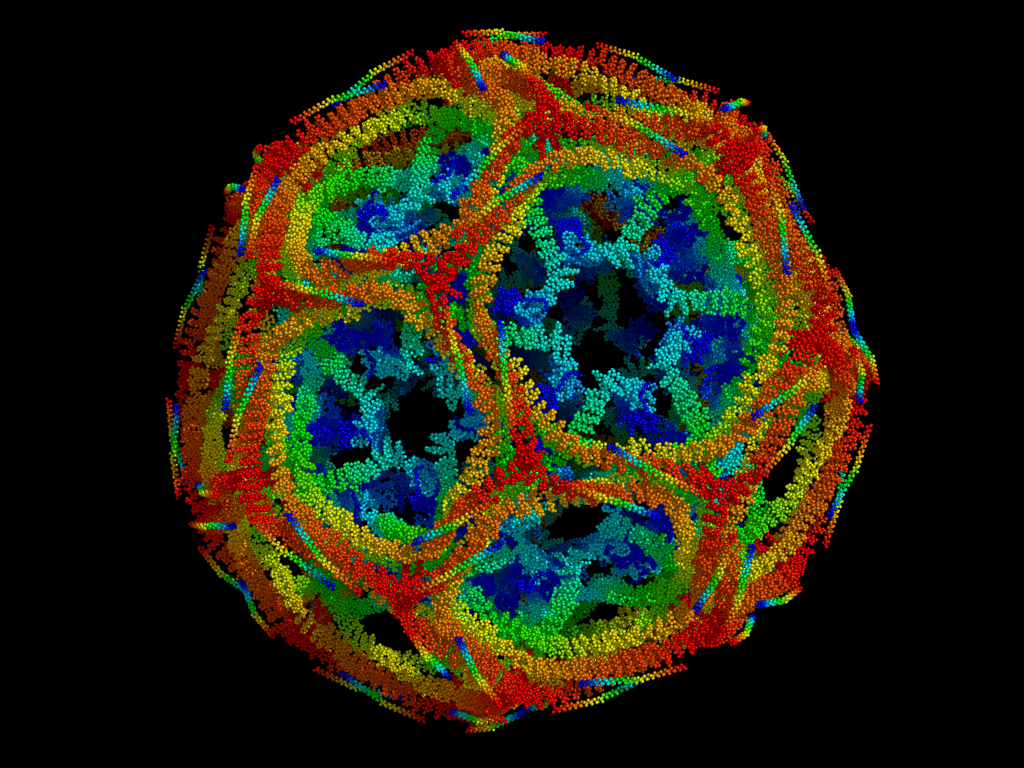
Représentation tridimensionnelle d'une cage de clathrines avec le Logiciel PyMOL.

La clathrine (francisation de l'anglais clathrin, d'après le latin clatri « grillage ») est une protéine structurelle, constituant l’enveloppe (ou manteau) de certaines vésicules (on parle de vésicules mantelées). Elle présente une forme en triskèle appelés triskélions dont les branches s’assemblent pour former une structure polyédrale, en s’assemblant pour former des hexagones et pentagones. La clathrine permet l’invagination de la membrane, et la formation de vésicules. Elle intervient dans les processus d’endocytose.

## Historique
La clathrine a été isolée pour la première fois par Barbara Pearse en 1975,. À l’époque, elle est une jeune chercheuse en postdoc au laboratoire de biologie moléculaire de Cambridge en Angleterre et elle travaille depuis deux ans sur la purification de la tubuline. Pour ses recherches, elle utilise des cellules de cerveau de porcs qui proviennent d'un abattoir voisin et ces tissus sont déjà morts depuis un jour, or la technique de purification utilisée ne peut fonctionner que sur des tissus encore frais. Dans ses observations au microscope électronique, elle ne peut donc pas voir de microtubules mais elle est intriguée par des structures circulaires qui ont l’apparence d’une tranche de tomate. Ces structures, appelées « vésicules mantelées », ont déjà été décrites dans des articles scientifiques, et on pense qu’elles sont impliquées dans l’endocytose. Elle décide alors de ré-orienter son travail sur la purification de ces structures. Elle met en évidence que les vésicules sont entourées d’une protéine d’un poids moléculaire de 180k, dont elle pense qu’elle est susceptible d’être un exemple important d’une classe de protéines impliquées dans le mouvement des membranes cellulaires. Elle propose de l’appeler clathrin.
En 1981, Ernst Ungewickell et Daniel Branton observent que les cages entourant les vésicules peuvent se dissocier de façon réversible en unités composées de trois monomères de clathrine et trois chaînes légères. Ils donnent le nom de triskelion à ces unités.

## Structure
Les triskélions de clathrine sont composés de trois chaînes lourdes d'environ 190 kDa (1675 résidus d'acides aminés) chacune, reliées ensemble à leur extrémité C-terminale, chaque chaîne lourde est fermement liée à une chaîne légère d'environ 20 kDa (230 à 250 résidus d'acides aminés).
Chez les humains, la chaîne lourde principale, dont le gène est situé sur le chromosome 17, est présente dans toutes les cellules, tandis qu'une autre chaîne lourde, dont le gène est situé sur le chromosome 22, n'est produite que dans les cellules des muscles.
Il existe deux formes de chaînes légères, désignées par les lettres a et b.

## Rôle et fonctionnement
Les cellules des eucaryotes sont en général divisées en plusieurs compartiments cellulaires. Chaque compartiment est entouré d'une membrane, constituée de lipides et de protéines, qui l'isole et le protège de l’environnement extérieur. La communication entre les différents compartiments est assurée entre autres par des vésicules, qui permettent de transporter des molécules au sein du cytoplasme. Le squelette de ces vésicules est formé par des protéines d'enveloppe, telles que la clathrine. Celle-ci dépolymérise dès lors que la vésicule d'endocytose est détachée de la membrane plasmique (via la dynamine).
Les mécanismes d'endocytose clathrine-dépendants peuvent être détournés par certains virus et bactéries ; par exemple, le virus de la grippe.
Sous l'action de plusieurs protéines adaptatrices (notamment le complexe AP2 (en)) les triskèles de clathrine, présents librement dans le cytosol à proximité de la membrane, s'assemblent par polymérisation pour constituer une structure polyédrique (dont les faces sont des hexagones et des pentagones) formant une cage entourant la vésicule en formation (par invagination de la membrane). Une fois la vésicule complètement formée et détachée de la membrane, la cage est désassemblée en triskèles sous l'action de la protéine ATPase Hsc70, avec l'assistance de la protéine auxiline. Les triskèles de clathrine  sont ainsi de nouveau libres dans le cytsol et peuvent participer à la formation d'une nouvelle vésicule